# Андреевский сельский совет (Городнянский район)
Андреевский сельский совет (укр. Андріївська сільська рада) — входит в состав
Городнянского района
Черниговской области
Украины.
Административный центр сельского совета находится в 
с. Андреевка
.

## Населённые пункты совета
- с. Андреевка
- с. Автуничи
- с. Староселье

## Ликвидированные населённые пункты совета
- с. Зоряное
- пос. Ломоносово